# ریچارد برنت
ریچارد برنت (به انگلیسی: Richard Brent) سناتور سابق عضو حزب دموکرات-جمهوری‌خواه بود. وی در سال ۱۸۰۹ تا ۱۸۱۴ میلادی سناتور ایالت ویرجینیا در سنای ایالات متحده آمریکا بود.